# Mum Shirl
Coleen Shirley Perry Smith (22 novembre 1924 - 28 avril 1998), plus connue sous le nom de Mum Shirl (litt. « Maman Shirl »), était une femme Wiradjuri, travailleuse sociale et militante humanitaire engagée en faveur de la justice et du bien-être des Aborigènes d'Australie. Elle fut l'un des membres fondateurs du Service juridique aborigène (en), du Service médical aborigène (en), de l'Ambassade aborigène, du Service des enfants aborigènes et de la Société de logement aborigène de Redfern, une banlieue de Sydney. De son vivant, elle a été reconnue comme un Trésor national vivant d'Australie.

## Biographie
Mum Shirl est née le 22 novembre 1924 sous le nom de Coleen Shirley Perry Smith à la mission Erambie (en), une communauté aborigène située à 2,5 km de la ville de Cowra dans la Nouvelle-Galles du Sud, en Australie. Ses parents sont Joseph et Isabell Perry Smith. Enfant épileptique, elle a du mal à se rendre régulièrement à l'école. C'est donc son grand-père qui assure son éducation et lui enseigne, entre autres, à parler 16 langues aborigènes différentes.
Elle rend visite à l'un de ses frères incarcéré en prison et se rend compte que ses visites sont également bénéfiques aux autres prisonniers. C'est ainsi qu'elle commence à rendre visite aux aborigènes en prison. Elle accompagne également au tribunal des autochtones qui ne connaissent pas suffisamment le système juridique pour se défendre lorsqu'ils sont accusés d'un crime. Son surnom Mum Shirl vient du fait que, lorsque les autorités l'interrogent sur sa relation avec les prisonniers, elle prend l'habitude de leur répondre "Je suis sa mère" .
En raison de sa mission de visites aux prisonniers aborigènes, Mum Shirl est la seule femme en Australie à avoir obtenu un accès illimité aux prisons de la Nouvelle-Galles du Sud. « Elle était à un bout de l'État un jour, et on la voyait à l'autre bout de l'État le jour suivant. Le département ne lui permettait pas d'aller d'un point A à un point B. Elle comptait sur sa famille et ses amis pour l'emmener », a déclaré Ron Woodham, des services correctionnels de Nouvelle-Galles du Sud. Plus tard, le département des services correctionnels a révoqué son laissez-passer, rendant son travail d'assistance aux prisonniers presque impossible.
Le travail d'aide sociale de Mum Shirl ne se limite pas aux visites en prison et à l'aide juridique. Elle consacre beaucoup de temps et d'argent à trouver des foyers pour  accueillir les enfants dont les parents ne peuvent pas s'occuper. Les enfants qui n'ont nulle part où aller finissent souvent par vivre chez elle. Au début des années 1990, elle avait élevé plus de 60 enfants. De même, elle accueille de nombreuses personnes sans famille ni amis, à la recherche d'un abri, dans sa maison à Redfern.
En 1970, Mum Shirl, aux côtés d'autres militants comme Ken Brindle, Chicka Dixon et Elsa Dixon, intègre un groupe de jeunes hommes et de jeunes femmes aborigènes qui participent à la campagne pour les droits fonciers du peuple Gurindji. Ce même groupe a contribué à la création du Service médical aborigène (en) en juillet 1971. Ils ont également contribué à la création du Service juridique aborigène (en) en 1971, de l'Aboriginal Black Theatre, de l'Ambassade aborigène, du Service des enfants aborigènes, de la Société de logement aborigène et du Centre de désintoxication de Wisemans Ferry.

## Religion
Mum Shirl était une catholique fervente et engagée. Elle fréquentait l'église catholique St Vincent, à Redfern.
À la fin des années 1960, elle commence à travailler comme conseillère pour le cardinal de l'archidiocèse de Sydney.

## Distinctions
Elle est nommée membre de l'Ordre de l'Empire britannique en 1977 et de l'Ordre d'Australie en 1985.
Le National Aboriginal and Islander Day Observance Committee (NAIDOC) désigne Mum Shirl comme 'Aborigène de l'année' en 1990.
Quelques mois seulement avant sa mort, en 1998, le National Trust la reconnaît comme l'un des trésors nationaux vivants d'Australie.

## Santé et décès
Mum Shirl souffre d'épilepsie toute sa vie. À la suite d'un accident de voiture dans lequel elle est gravement blessée, elle fait une crise cardiaque et reste à l'hôpital pendant sept mois. Elle décède le 28 avril 1998 et laisse derrière elle sa fille Beatrice, sa sœur Harriet et son frère Joe, ainsi que ses petits-enfants, arrière-petits-enfants, nièces et neveux, arrière-neveux et arrière-arrière-neveux. Ses funérailles à la cathédrale St Mary de Sydney sont célébrées par son ami, le père Ted Kennedy, en présence d'un certain nombre de dignitaires, dont le gouverneur général d'Australie, Sir William Deane, ainsi que de nombreuses personnes qu'elle aidées au fil des ans.

## Postérité
Deux ans après sa mort, Bronwyn Bancroft et la Coopérative d'artistes aborigènes Boomalli  organisent une exposition d'œuvres d'art en son honneur.
Le 8 juillet 2018, Mum Shirl fait l'objet d'un Google Doodle en l'honneur de la NAIDOC Week (en), qui avait cette année-là pour thème : "Because of her, we can!" (litt. « Grâce à elle, nous pouvons ! »). Le Google Doodle a été conçu par l'artiste bigambule Cheryl Moggs (en).